# Girl's Garden
Girl's Garden (ガールズガーデン?) è un videogioco del 1984 sviluppato e pubblicato da SEGA per SG-1000.
È il primo videogioco realizzato da Yūji Naka ed è considerato uno dei primi esempi di dating sim.